# Isla de San Borondón
La isla de San Borondón es una leyenda popular de las Islas Canarias (España) sobre una isla que aparece y desaparece desde hace varios siglos, con origen en el periplo legendario de San Brandán de Clonfert («San Borondón»). La isla se conoce en Europa como «isla de San Brandán» desde su plasmación por los cartógrafos medievales. En Canarias el mito fue adoptado con entusiasmo, y adaptado, hasta en el nombre, a la idiosincrasia local. Debido a sus características y comportamientos extraños, como el aparecer y desaparecer o esconderse tras una espesa capa de niebla o nubes, ha sido llamada «la Inaccesible», «la Non Trubada», «la Encubierta», «la Perdida», «la Encantada» y algún apelativo más.
El Tratado de Alcáçovas, suscrito entre España y Portugal en 1479 para repartirse territorialmente el Atlántico aún por navegar, especificaba claramente que San Borondón («aún por ganar») pertenecía al Archipiélago Canario. La bahía de Samborombón (Provincia de Buenos Aires, Argentina) fue nombrada de tal modo durante la expedición de Magallanes en marzo de 1520, en la creencia de que había sido formada por el desprendimiento de la isla de San Borondón del continente americano.
La realidad es que la visión de esta isla responde a una ilusión óptica sobre la superficie del mar producido por la refracción de la luz denominado espejismo superior. Este fenómeno da como resultado la visión de una isla en el horizonte que no es otra cosa que el reflejo de la isla de La Palma.  

## Geografía del mito de San Borondón

### Posición y configuración

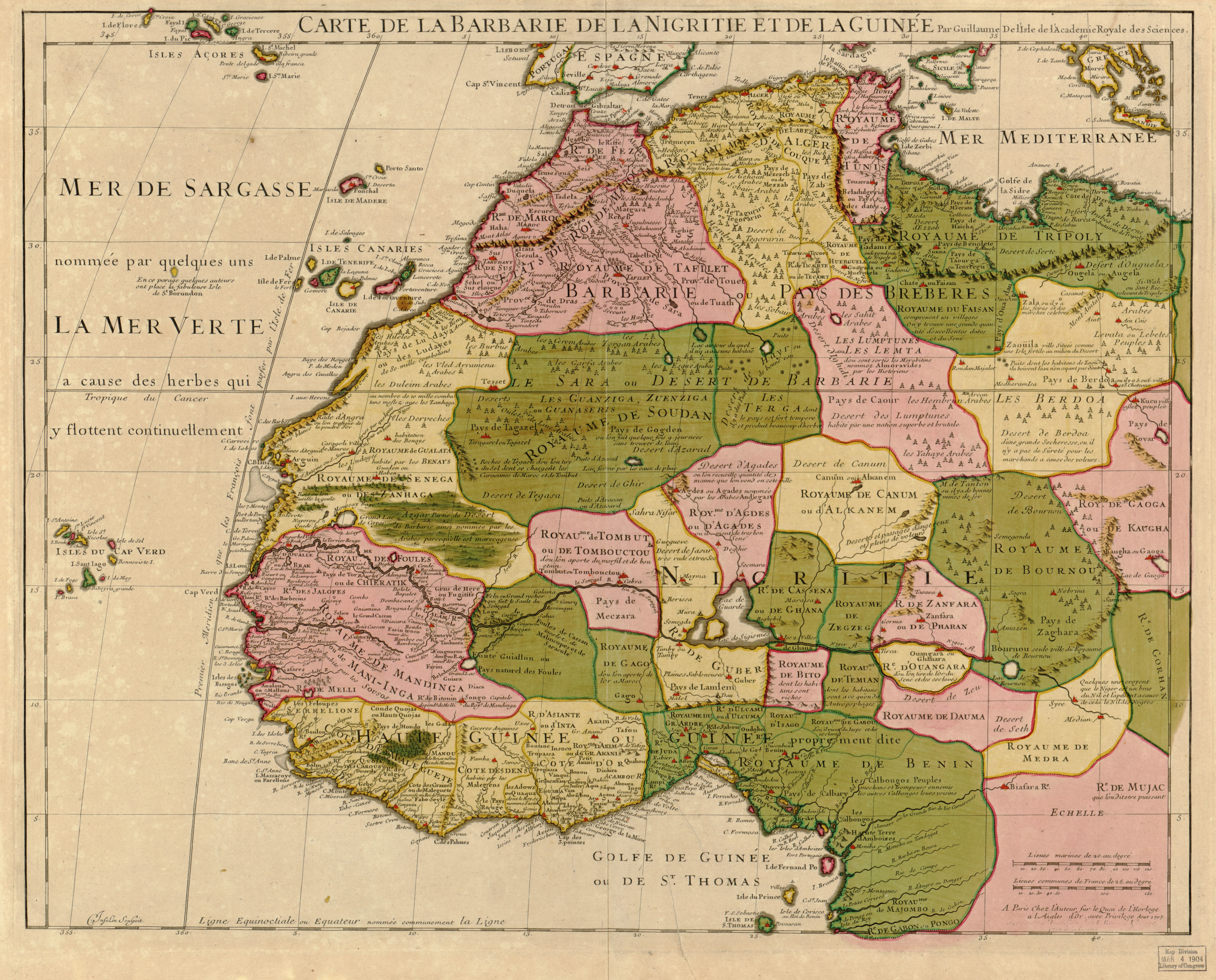
Mapa del norte de África de 1707 según Guillermo Delisle; ampliándolo se aprecia la isla algo al oeste de Canarias.

Leonardo Torriani, ingeniero encargado por Felipe II para fortificar las Islas Canarias a finales del siglo XVI, describe sus dimensiones y localización y aporta como prueba de su existencia las arribadas fortuitas de algunos marinos a lo largo de ese siglo.
Esta isla se localizaría al oeste del archipiélago, a 550 km en dirección oesnoroeste de El Hierro y a 220 km en dirección oesudoeste de La Palma; aunque según otros «testigos»  dicen haberla visto, se sitúa directamente entre las islas de La Palma, La Gomera y El Hierro.
San Borondón mediría 30 km de largo (de norte a sur) y 15 km de ancho (de este a oeste), formando hacia el medio una considerable degollada o concavidad y elevándose por los lados en dos montañas muy eminentes, siendo la mayor de las cuales la de la parte septentrional.

### Cartografía en la que aparece representada
Abundan las representaciones cartográficas en las que, a través del discurrir de los siglos, aparece San Borondón. Sin ser exhaustivos, pueden citarse:
- Planisferio de Hereford, de Richard de Haldingham (finales del siglo XIII)
- Planisferio alemán de Ebstorf, con la inscripción "Isla Perdida. San Brandán la descubrió pero nadie la ha encontrado desde entonces" (finales del siglo XIII)
- Carta de Pinciano (1367)
- Mapa anconitano de Weimar (1424)
- Mapa genovés de Beccari (1435)
- Mapamundi de Fra Mauro (1457)
- Mapa de la Isla de San Borondón de Leonardo Torriani (1590)
- Mapa francés anónimo (1704)
- Mapa del noroeste de África de Guillermo Delisle (1707)
- Perspectiva de Juan Smalley (1730)
- Perspectiva de Próspero Cazorla (siglo XVIII)
- Carta geográfica de Gautier (1755)

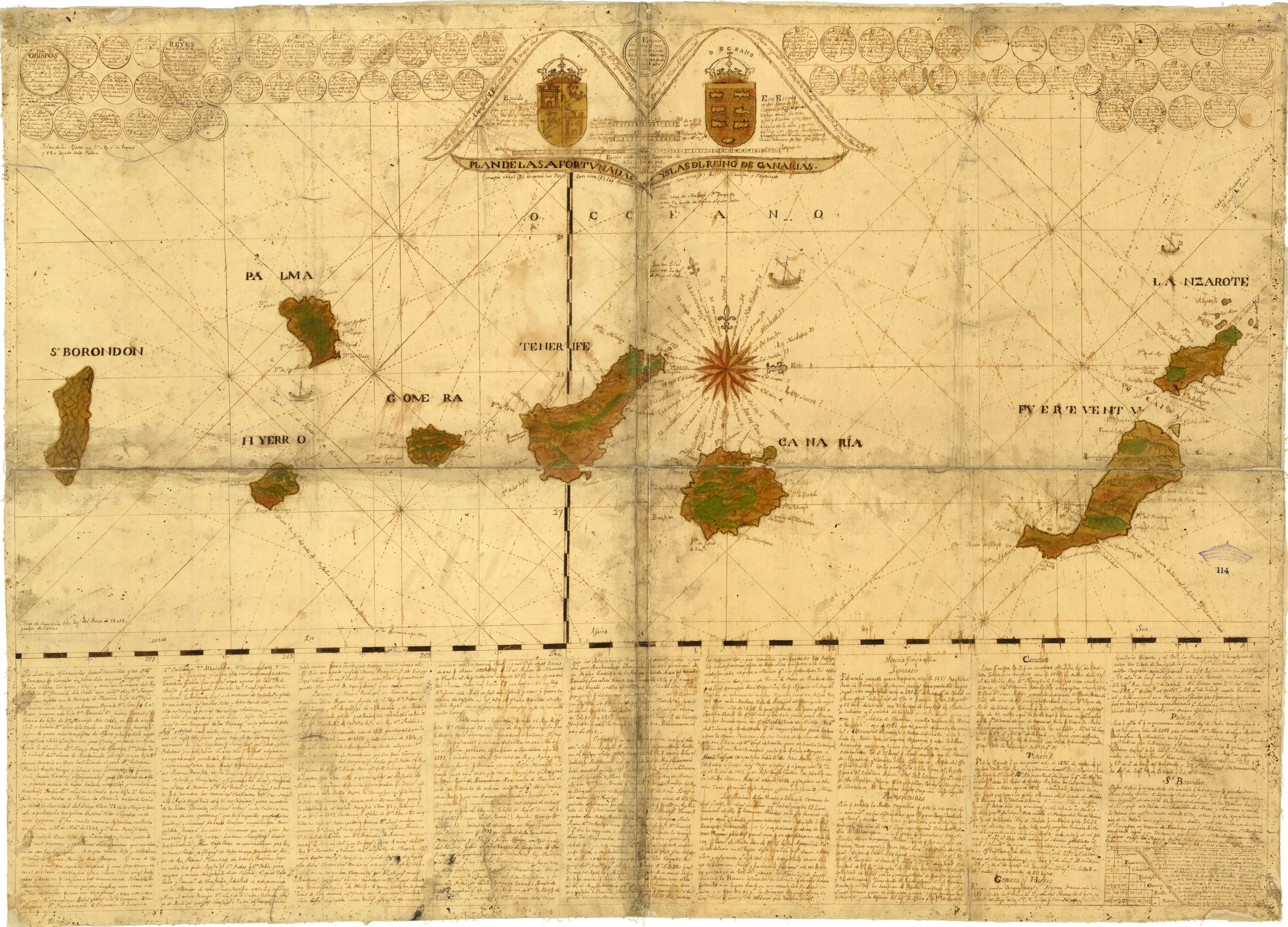
Plan de las Afortunadas Islas del Reino de Canarias

- Plan de las Afortunadas Islas del Reino de CanariasPlan de las Afortunadas Islas del Reino de Canarias (176_)

## La búsqueda de San Borondón
Hay relatos desde hace siglos que narran la aparición de la isla, de la visión por muchos testigos y de su posterior desaparición, mientras que otras personas atribuyen la extraña aparición a alguna acumulación de nubes en el horizonte o a un fenómeno de espejismo.

### Expediciones navales
La leyenda de San Borondón llegó a adquirir tal fuerza en Canarias que durante los siglos XVI, XVII y XVIII se organizaron expediciones de exploración para descubrirla y conquistarla. Entre ellas pueden enumerarse las siguientes:
- Finales del siglo XV: Fernando de Viseu, sobrino del Infante Don Enrique el Navegante de Portugal.[4]
- 1526: Hernando de Troya y Francisco Álvarez, vecinos de Gran Canaria.[4]
- 1570:
  - 3 de abril: Hernán Pérez de Grado, regente de la Real Audiencia de Canarias; afirma a su regreso haber estado en sus costas y haber perdido allí a parte de sus tripulantes.[4]
  - Pedro Vello, piloto portugués, relata como cerca de Canarias tuvo que cambiar su rumbo para refugiarse del viento y se encontró con San Borondón. Desembarcó en la isla junto a otros dos tripulantes, que debió abandonar en ella porque el viento arreció y le obligó a retirarse con premura.[1]
  - Fernando Villalobos, regidor de La Palma, con tres navíos.[4]
  - Alonso de Espinosa, gobernador de El Hierro.[4]
- 1604: Gaspar Pérez de Acosta y Fray Lorenzo de Pinedo, franciscano y marinero; solo hallan una acumulación de nubes y celajes en el horizonte.[4]
- 1721: Gaspar Domínguez, capitán de mar y vecino de Santa Cruz de Tenerife, con una balandra, en lo que fue la última expedición oficial, por encargo de Juan Mur Aguirre, capitán general de Canarias.[4][1]

### Avistamientos recientes
En 1953, el diario ABC titulaba: «Ha sido vista otra vez la misteriosa “Isla Sirena”, al noroeste de la de El Hierro (Canarias)», y en 1958, en el mismo diario: «La Isla errante de San Borondón ha sido fotografiada por primera vez».